# イベリアオオカミ
イベリアオオカミ（Canis lupus signatus）は、イベリア半島に生息するオオカミの亜種である。同半島の固有種。2021年時点の推定個体数2000頭のうち90％が半島北部（ポルトガル北部とスペイン北西部）に集中して分布するほか、南部にも生息地がある。

## 人間との関係
スペイン政府や欧州連合（EU）により保護政策がとられている。スペイン環境移行省は2021年2月、イベリアオオカミ捕殺区域を南部だけでなく北部にも拡大。同年5月、捕殺禁止を同年9月25日から全国に適用される省令にすると発表した。イベリアオオカミによる家畜（牛や羊）の食害は毎年1万5000頭に及んでおり、農家による抗議運動が起きた。
スペイン北部プエブラ・デ・サナブリア近郊のシエラデラクレブラにはイベリアオオカミセンターが設けられている。